# Rosario Nicolosi
Rosario Rino Nicolosi (Acireale, 28 de juliol de 1942 – 30 de novembre de 1998) fou un polític sicilià. Fou un exponent de l'ala esquerra de la Democràcia Cristiana Italiana. Diputat a l'Assemblea Regional Siciliana, fou assessor d'indústria i obres públiques. El 1985 fou elegit president de la regió i va mantenir el càrrec fins al 1991. El 1991 va dimitir per a presentar-se a la Cambra dels Diputats a les eleccions legislatives italianes de 1992, en les que fou escollit i actuà com a sots-cap de grup parlamentari. Fins al 1992 fou el polític sicilià més votat, però el 1992, arran de l'escàndol de la tangentopoli, es va veure embolicat en l'afer del Centre de les Xemeneies de Catania, i fou expulsat del partit. El 1994 intentà tornar a la política presentant-se al Senat d'Itàlia en les llistes de Sicilia Futura a les eleccions legislatives italianes de 1994, però només va obtenir un 9% dels vots. Va morir el 1998 sobtadament a causa d'un tumor.
| Precedit per: Modesto Sardo | Presidents de Sicília 1985 - 1991 | Succeït per: Vincenzo Leanza |